# Glas-Fabriken und Raffinerien Josef Inwald

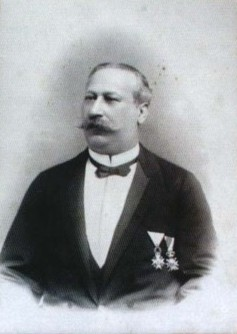
Der Gründer Josef Inwald von Waldtreu

Die Glas-Fabriken und Raffinerien Josef Inwald AG war ein Unternehmen zur Produktion von Glaswaren mit Standorten in Österreich und Böhmen. Es wurde 1862 von Josef Inwald gegründet, 1924 in eine Aktiengesellschaft umgewandelt und 1938 arisiert. Nach dem Zweiten Weltkrieg gehörten Teile des Unternehmens zum Staatsbetrieb Sklo Union, der nach 1989 in mehrere Teile aufgesplittet wurde. Ab 1990 gehörte das Werk im tschechischen Teplice zum belgischen Unternehmen Glaverbel und durch dessen Übernahme später zum japanischen Unternehmen Asahi Glass (AGC), die Rudolfova huť in Dubí wiederum zur O-I Manufacturing Czech Republic.

## Geschichte

### Das Unternehmen bis 1938

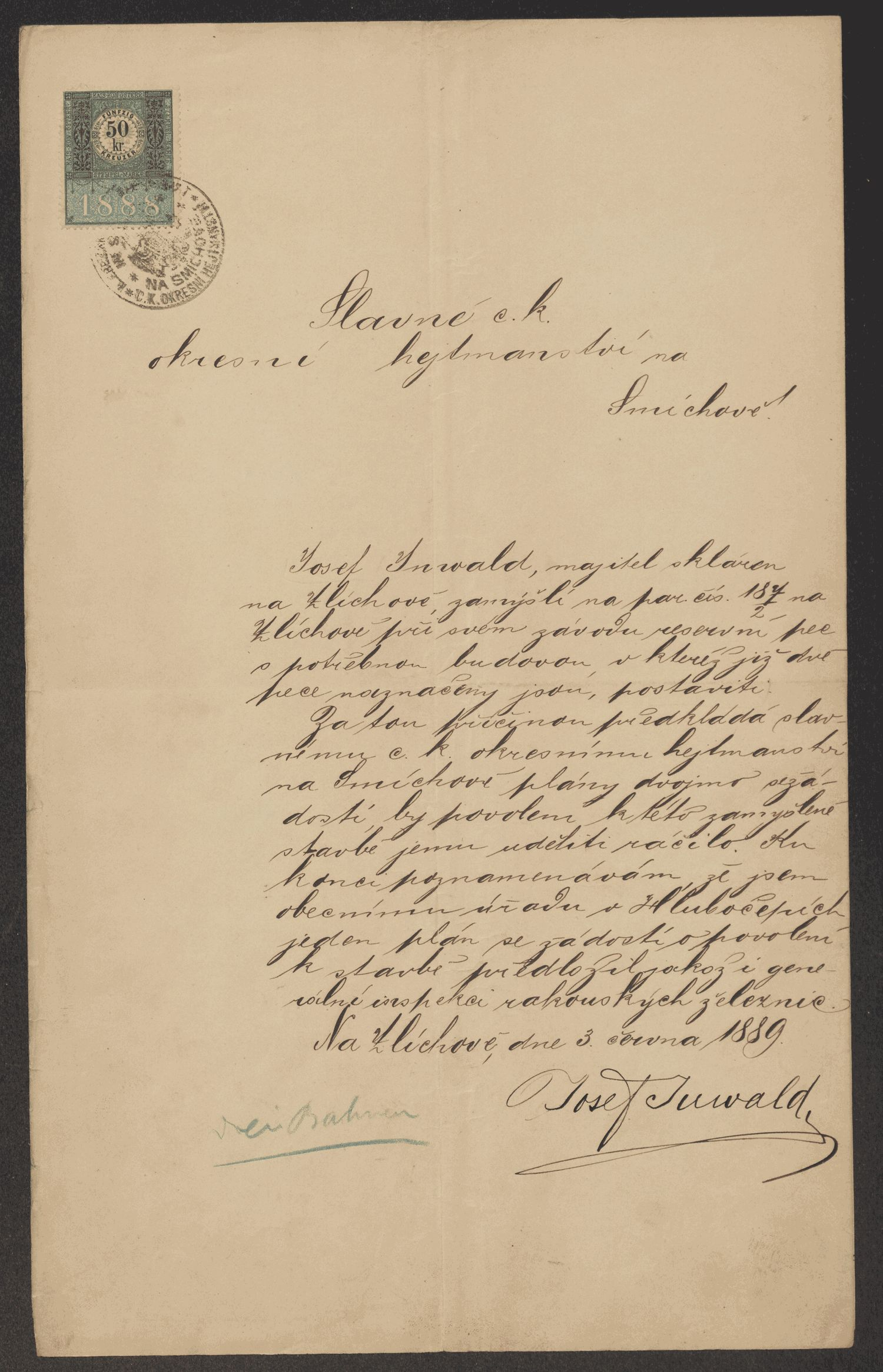
Antrag von Josef Inwald, k. k. Glashütte und Raffinerie in Zlíchov, auf Genehmigung zum Bau eines Reserveofens (1889)

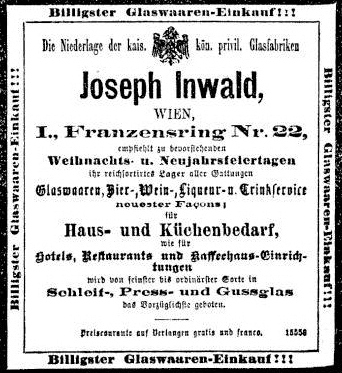
Anzeige in der Neuen Freien Presse (1884)

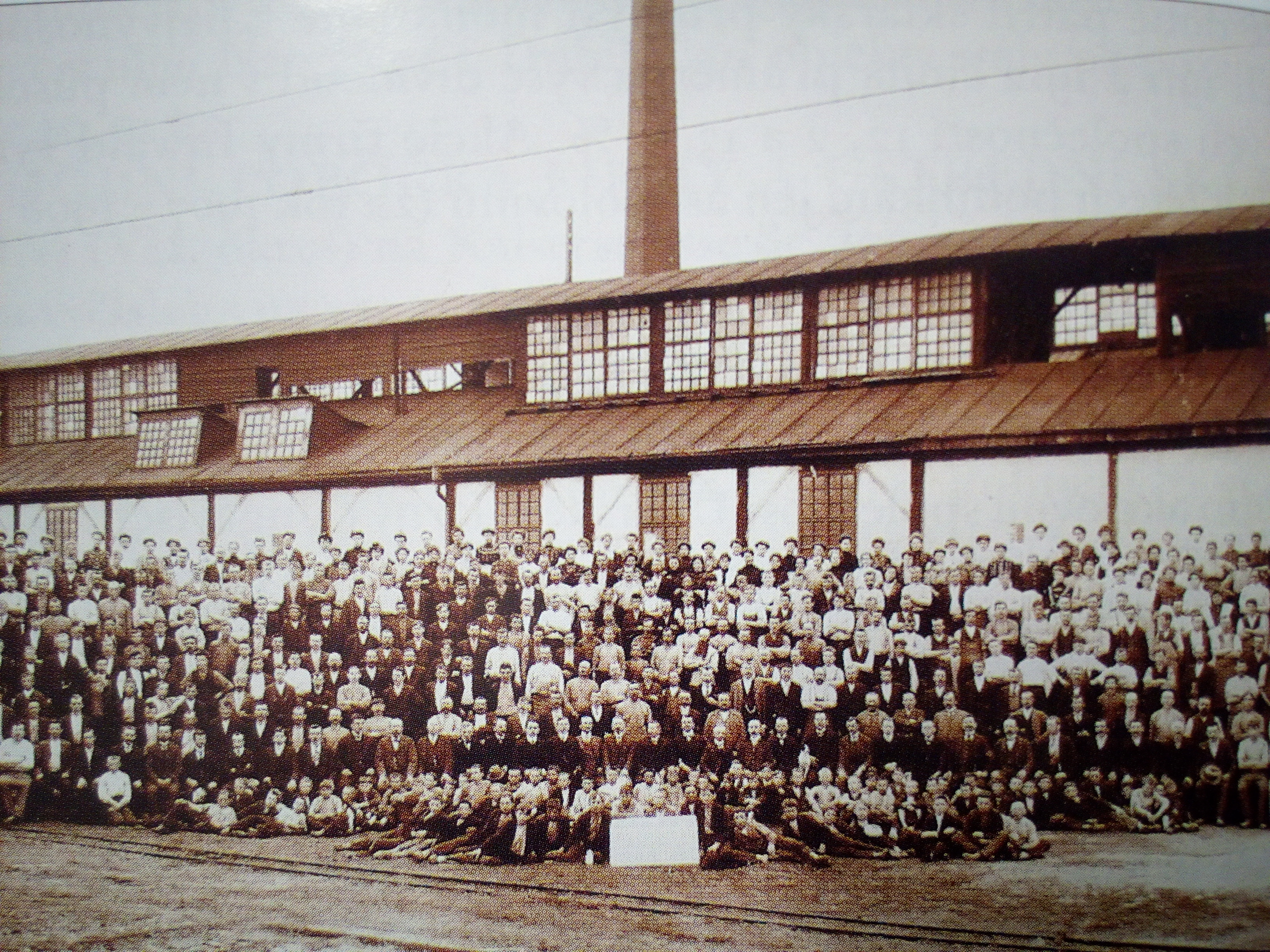
Belegschaft der zu Inwald gehörigen Rudolfshütte (1908) in Eichwald

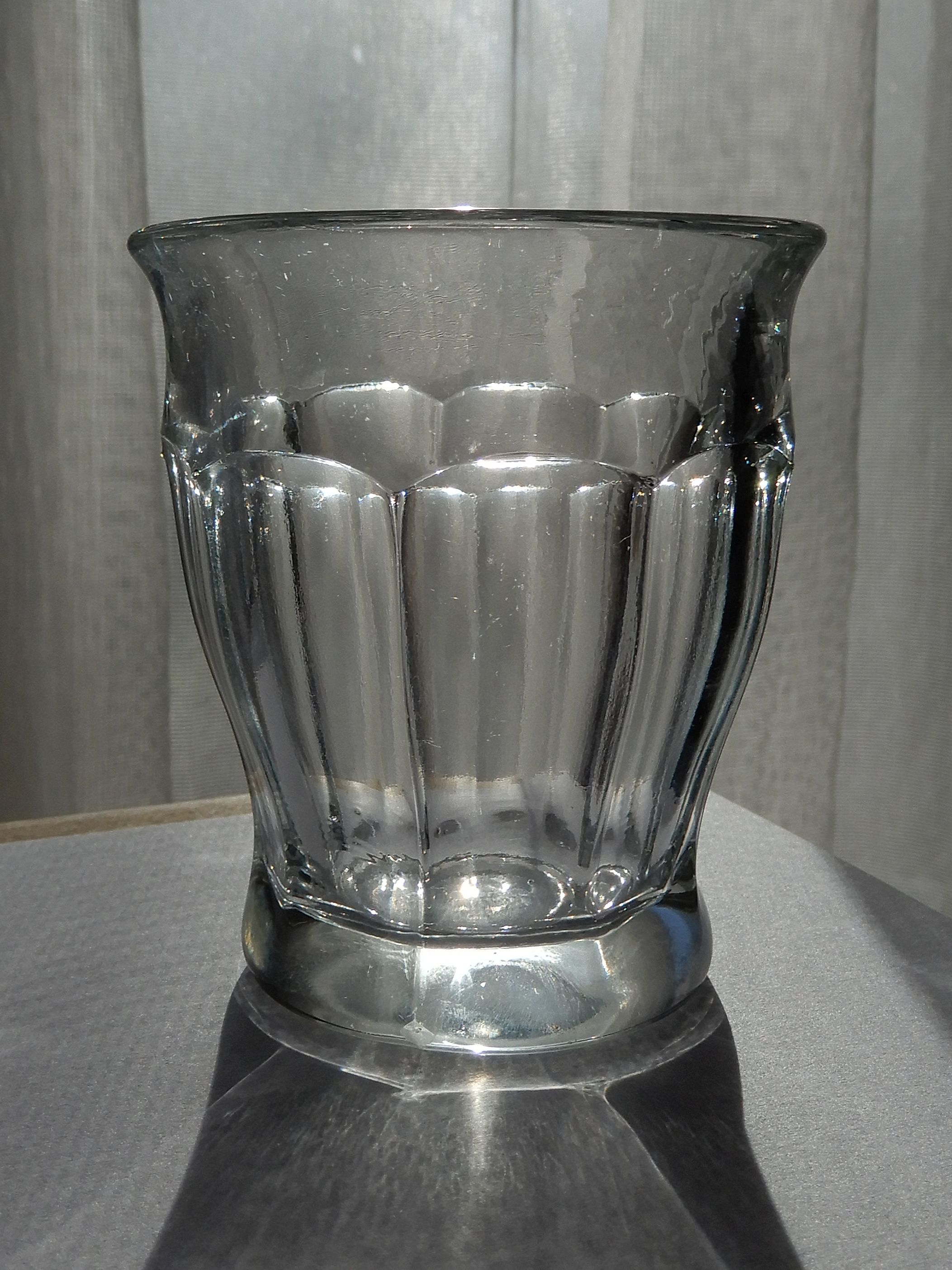
Durit-Trinkglas der Inwald-Werke in Slichow

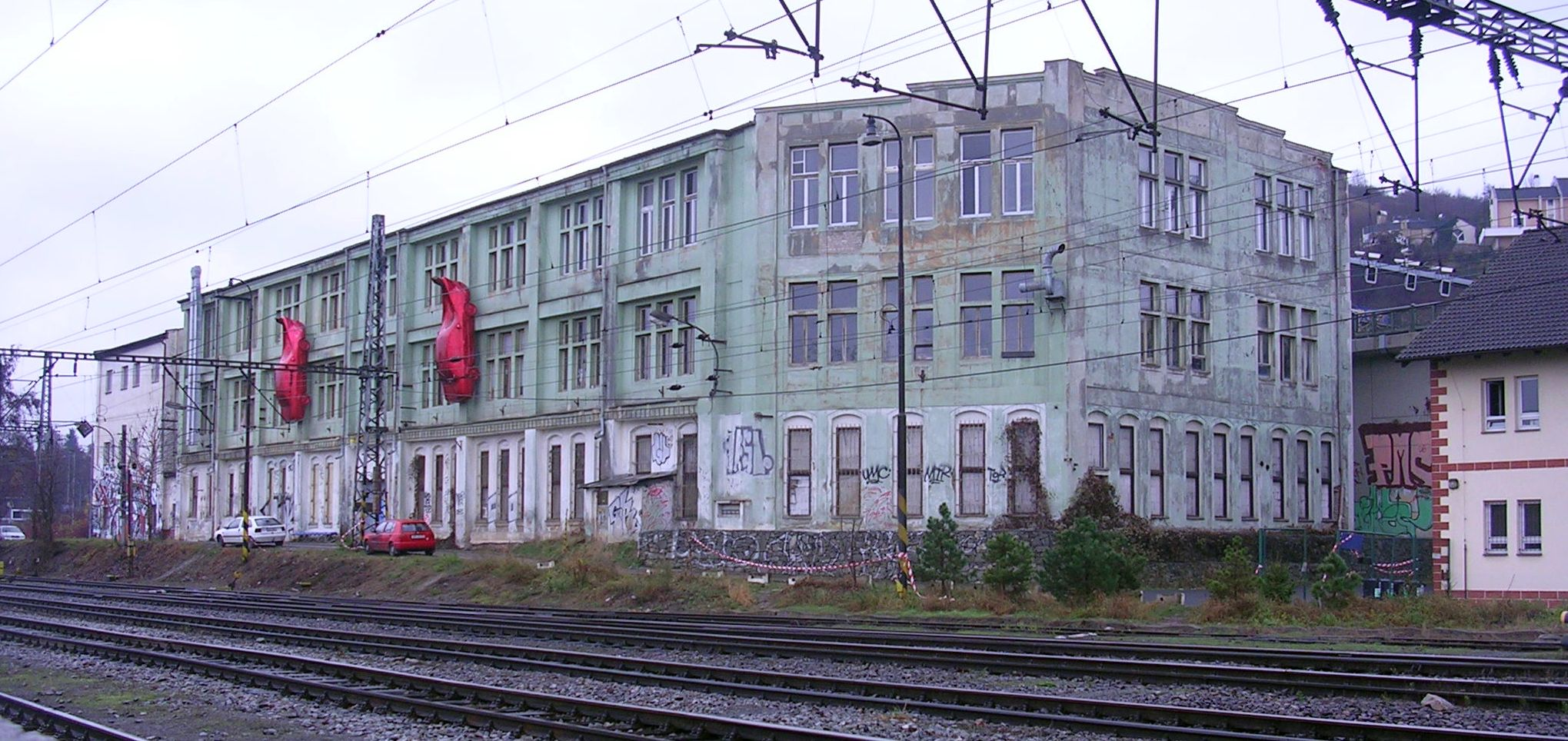
Teil des ehemaligen Industriekomplexes von Inwald im heutigen Prager Stadtteil Zlíchov, heute ein Zentrum für moderne Kunst, „MeetFactory“ genannt

Begründer der Glas-Fabriken war Josef Inwald (1837–1906), der sein Unternehmen mit Sitz in Wien als Alleininhaber leitete. 1862 eröffnete er die Hohlglasraffinerie Rudolfsthal bei Deutschbrod und siedelte dort 14 Arbeiterfamilien an. 1874 ließ er eine zweite Raffinerie in Deutsch-Schützendorf errichten, in der bald 400 Arbeiter Kristallglas, Farbenglas und Beleuchtungskörper produzierten. Da sich diese beiden Standorte nicht weiter ausbauen ließen, folgte 1878 die Gründung einer Glasfabrik mit 500 Arbeitern in Slichow bei Prag, deren Gelände sich über 30.000 Quadratmeter erstreckte und in der hauptsächlich industrielles Massenglas hergestellt wurde. An den beiden älteren Standorten wurden vorrangig hochwertige Produkte hergestellt wie etwa Tafelservice aus Musselinglas. Aus diesen Unternehmen entwickelte sich in den folgenden 30 Jahren „einer der wichtigsten Glashersteller Mitteleuropas“.
1885 wurde die Mutterfirma von Deutschbrod nach Deutsch-Schützendorf-Polna verlegt und 1884 eine weitere Produktion in Freiheitsberg eröffnet. 1893 übernahm Inwald eine außer Betrieb gesetzte Glasfabrik in Podebrad, die auf Siphonflaschen spezialisiert war und deren Arbeiterzahl bis 1898 auf 300 erhöht werden konnte. 1898 wurde in Hundorf (Hudcov) an einem weiteren Produktionsstandort mit der Herstellung von Fensterglas begonnen. 1905 erwarb Inwald das aufgelassene Feineisenwalzwerk Rudolfshütte (Rudolfova huť) in Eichwald (Dubí) bei Teplitz-Schönau und ließ es zu einem Glaswerk umbauen, das 1906 in Betrieb ging.
Das Unternehmen hatte Zweigniederlassungen in Großpriesen/Elbe und Floridsdorf bei Wien. Vertretungen und Musterlager befanden sich in zahlreichen europäischen Ländern und in Übersee. Die Ausstellungsobjekte der Firma wurden mehrfach prämiert, so anlässlich der Wiener Weltausstellung von 1873, der Pariser Ausstellung von 1878 und der Ausstellung in Triest (1882) und Teplitz (1884). 1892 war Inwald Aussteller und Mitglied der Zentralkommission für die Weltausstellung in Chicago und fungierte 1891 als Präsident der Landes-Jubiläumsausstellung in Prag. 1898 beschäftigte das Unternehmen an verschiedenen Standorten rund 1200 Arbeiter und exportierte Glasartikel in die ganze Welt.
1912 wurde der Glasgestalter Rudolf Schröter (1887–nach 1958) in der Rudolfshütte angestellt, der sich mit Entwürfen für Pressglas einen Namen machte, das bis dahin als „billiger Ersatz“ angesehen wurde. In den Jahren zwischen den Weltkriegen wurde er zum führenden Glasgestalter der Josef Inwald AG, wenn nicht gar der Tschechoslowakei. Die Kunsthistorikerin Verena Wasmuth schrieb 2016: „In der Tschechoslowakei gelang den Glaswerken Inwald mit funktionalistischen Entwürfen des Mustermachers Rudolf Schrötter (sic!) Ende der 1920er Jahre, kunsthandwerkliche Gestaltungsinitiativen mit dem Einsatz von technischen Hilfsmitteln in Einklang zu bringen.“
Nach dem Tod von Josef Inwald im Jahr 1906 wandelten die Söhne Rudolf (1864–1915) und Oskar (1874–1938) das Unternehmen in eine Aktiengesellschaft um, die sich in den folgenden Jahren durch den Erwerb von Bergwerken und Glashütten in Böhmen und Ungarn weiter vergrößerte. Der Firmensitz war inzwischen nach Prag verlegt worden. 1918 beschäftigte die Firma, deren Generaldirektor Oskar Inwald (Rudolf Inwald war inzwischen verstorben) war, rund 3000 Arbeiter, der Vertrieb erfolgte über ein Büro mit einem Musterladen und einem Schaufenster in Prag. Im Zuge der Weltwirtschaftskrise kam es auch zu wirtschaftlichen Problemen für die böhmische Glasindustrie, so dass Inwald in den 1930er Jahren Anteile am Konkurrenzunternehmen Glasfabrik Joseph Rindskopfs Söhne aufkaufen konnte. Bei diesen wie auch bei anderen tschechoslowakischen Firmen gelang das wirtschaftliche Überleben durch großzügige Kredite, so dass die Aktienmehrheit vieler Unternehmen wie auch die von Inwald in die Hand von Banken kamen.
1935 Jahr wurden die Produkte der Firma Inwald in der Zeitschrift Österreichische Kunst vorgestellt, Anlass war die Eröffnung von neuen Mustersälen in Prag. In 18 Räumen war Glasobjekte ausgestellt, die die Zeitschrift als „qualitativ auf höchster Stufe“ bezeichnete. Das in der Rudolfshütte hergestellte „Durit“-Glas habe „in der ganzen Welt“ Verbreitung gefunden.

### Die Gründerfamilie
Josef Inwald, der Gründer der Werke, war jüdischer Herkunft. 1901 wurde ihm und seinen Nachkommen der österreichische Adelsstand mit dem Zusatz „Edler von Waldtreu“ verliehen. Beim Einmarsch der Deutschen in die Tschechoslowakei lebten von den Nachkommen Josef Inwalds nur noch der Sohn Oskar und die Tochter Paula Herzog (1869–1939). Der Bruder nahm sich am 31. Dezember 1938 mit Veronal das Leben. Seine Schwester starb wenige Monate später, am 14. Oktober 1939; offiziell war die Todesursache natürlich.

### Das Unternehmen ab 1938
Im Oktober 1938 standen die Inwald-Werke auf einer Liste der deutschen Besatzer der zu „arisierenden“ Unternehmen in der besetzten Tschechoslowakei; das Aktienkapital des Unternehmens wurde mit 20 Millionen tschechischen Kronen angegeben. Victor Ulbrich, Vorstandsvorsitzender der Deutschen Agrar- und Industriebank in Prag, hatte die Liste der „jüdischen“ Unternehmen zusammengestellt, da die Behörden in Berlin nur über wenige Informationen über die dortige Wirtschaft verfügten. Als Sitz des Unternehmens war Zuckmantl bei Teplitz genannt, heute Pozorka, ein Ortsteil von Dubí. 1938 übernahm die Dresdner Bank tschechoslowakische Banken, die „als ganz oder überwiegend in tschechisch-jüdischem Besitz befindlich“ eingestuft worden waren, das waren die Böhmische Union Bank (BUB), die Anglo-Tschechoslowakische Bank und die Prager Creditbank sowie die Živnostenská banka, die von der tschechoslowakischen Regierung genutzt worden war, um die Industrie in Böhmen und Mähren zu „tschechoslowakisieren“, also aus dem Besitz von Sudetendeutschen zu kaufen. Das Wirtschaftsministerium in Berlin erlaubte der Dresdner Bank die Übernahme der sudetendeutschen Niederlassungen von Živnobanka und der Böhmischen Escompte-Bank: „Mit dem Filialnetz übernahmen die deutschen Großbanken auch die ausgedehnten Industriebeteiligungen der tschechoslowakischen Institute.“ Somit wurden die Inwald-Werke über die Deutsche Bank „arisiert“. 1943 vermeldete das Neue Wiener Tagblatt, dass die – nunmehr so genannte – Vereinigte Böhmische Glasindustrie in den Besitz von Dr.ing. Fritz Holler übergegangen sei.

### Nach 1945
Nach 1945 wurden die böhmischen Glaswerke ungeachtet der Enteignung jüdischer Eigentümer wie Inwald und Leo Moser und anderer durch die Regierung der Tschechoslowakei erneut enteignet und dann verstaatlicht. Es erfolgte keine Rückgabe oder Entschädigung an die jüdischen Eigentümer. Die Glaswerke wurden zunächst in Sklárny Inwald (1945), später Rudolfova huť im Konzern Sklo Union Teplice (1948) umbenannt. 1965 wurden die tschechischen und mährischen Glashütten, die Pressglas produzierten, in dem staatseigenen Kombinat Sklo Union zusammengefasst. 1990 wurde die Union in eine Aktiengesellschaft umgewandelt. Doch 1996, nach einer Reihe von Fehlentscheidungen des Managements, ging die Glashütte schließlich in Konkurs 1996 liquidiert.
Ab 1990 gehörte der Standort im tschechischen Teplice zum belgischen Unternehmen Glaverbel und durch dessen Übernahme später zum japanischen Unternehmen Asahi Glass (AGC), die Rudolfova huť in Dubí wiederum zur O-I Manufacturing Czech Republic und produziert Verpackungsglas. 2014 wurde das Werk in Teplice für rund 75 Millionen Euro modernisiert; ein Teil der Summe wurde aus europäischen Fonds erbracht. Die Kapazität der Fabrik beträgt 500 Tonnen Glas pro Tag. Gefertigt wird Autoglas für renommierte Fahrzeugmarken.

## Galerie

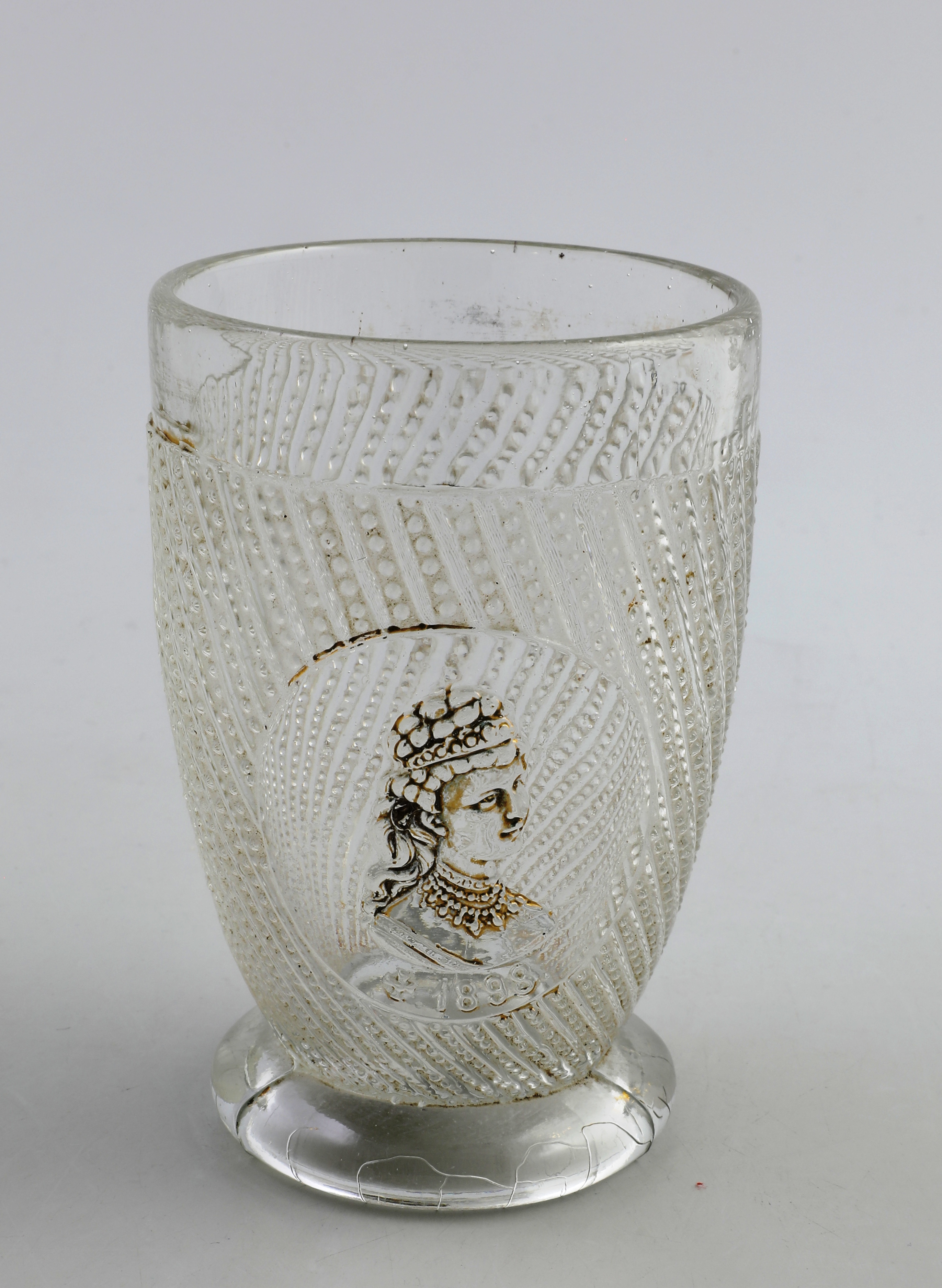
Becher mit vergoldetem Portrait-Medaillon der Kaiserin Elisabeth (1900)
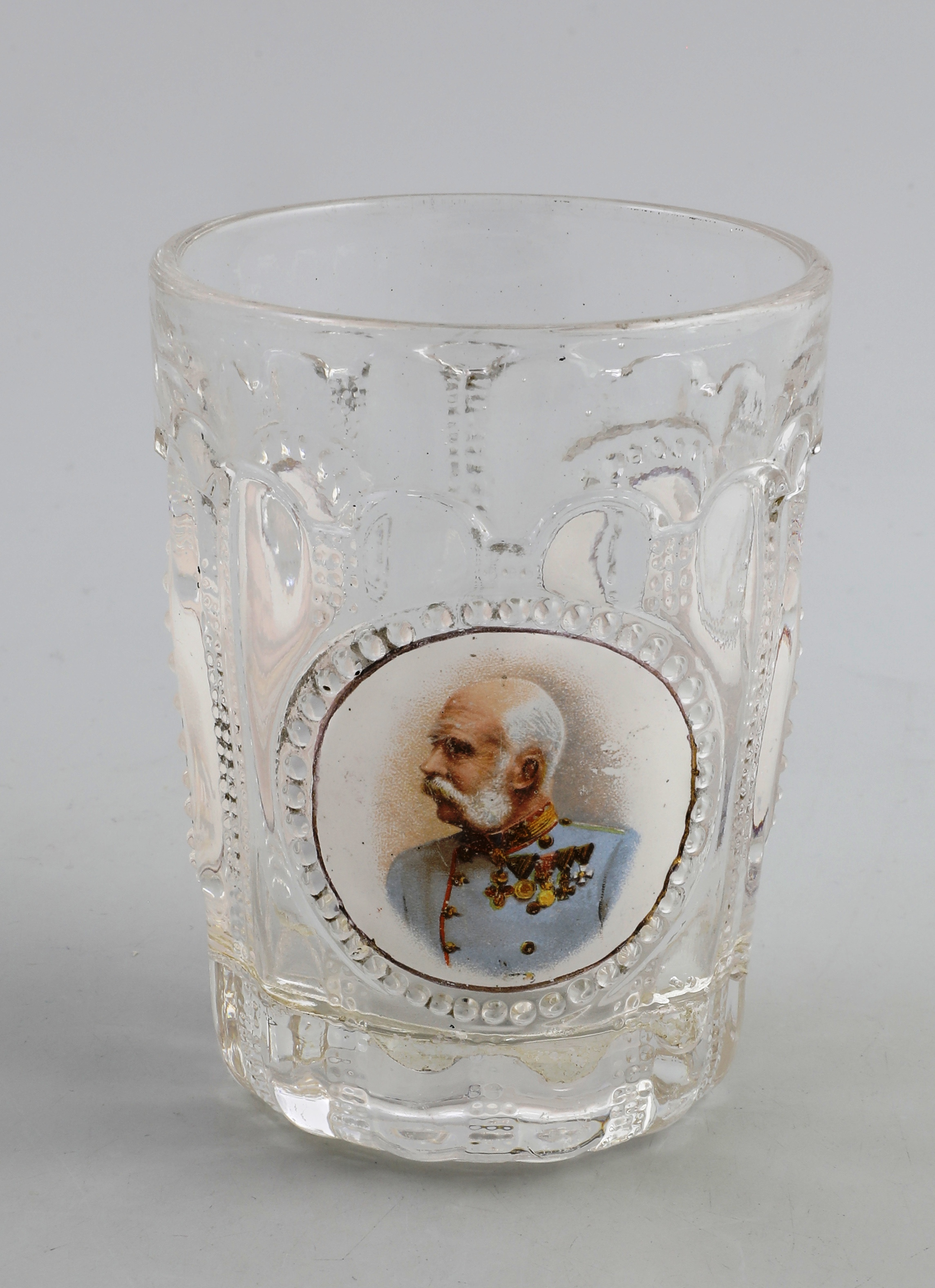
Becher mit Emailportraitsmedaillons Franz Joseph I., Paul von Hindenburg und Wilhelm II. (1915)
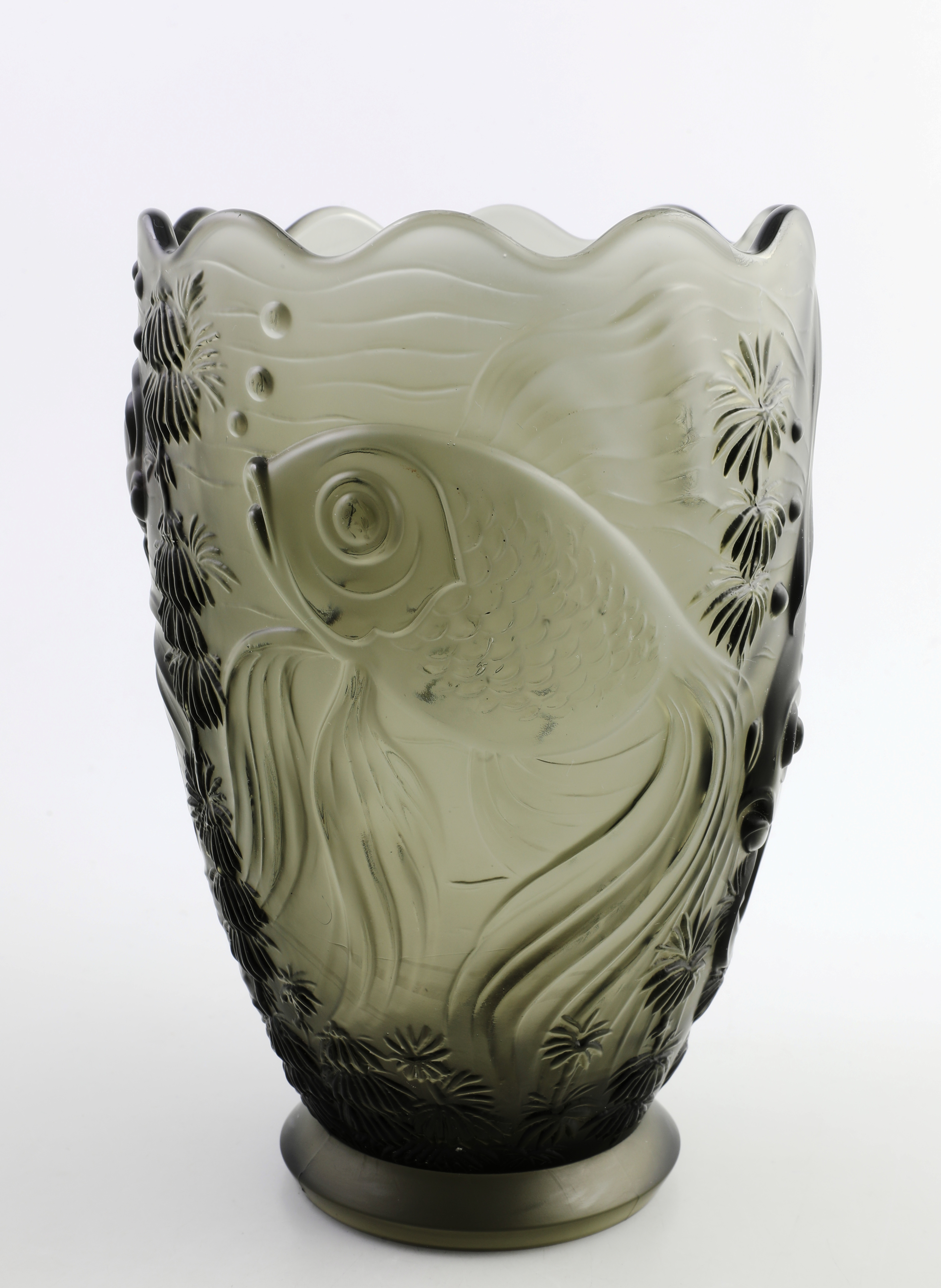
Topasgraue Vase mit Fisch (1935)
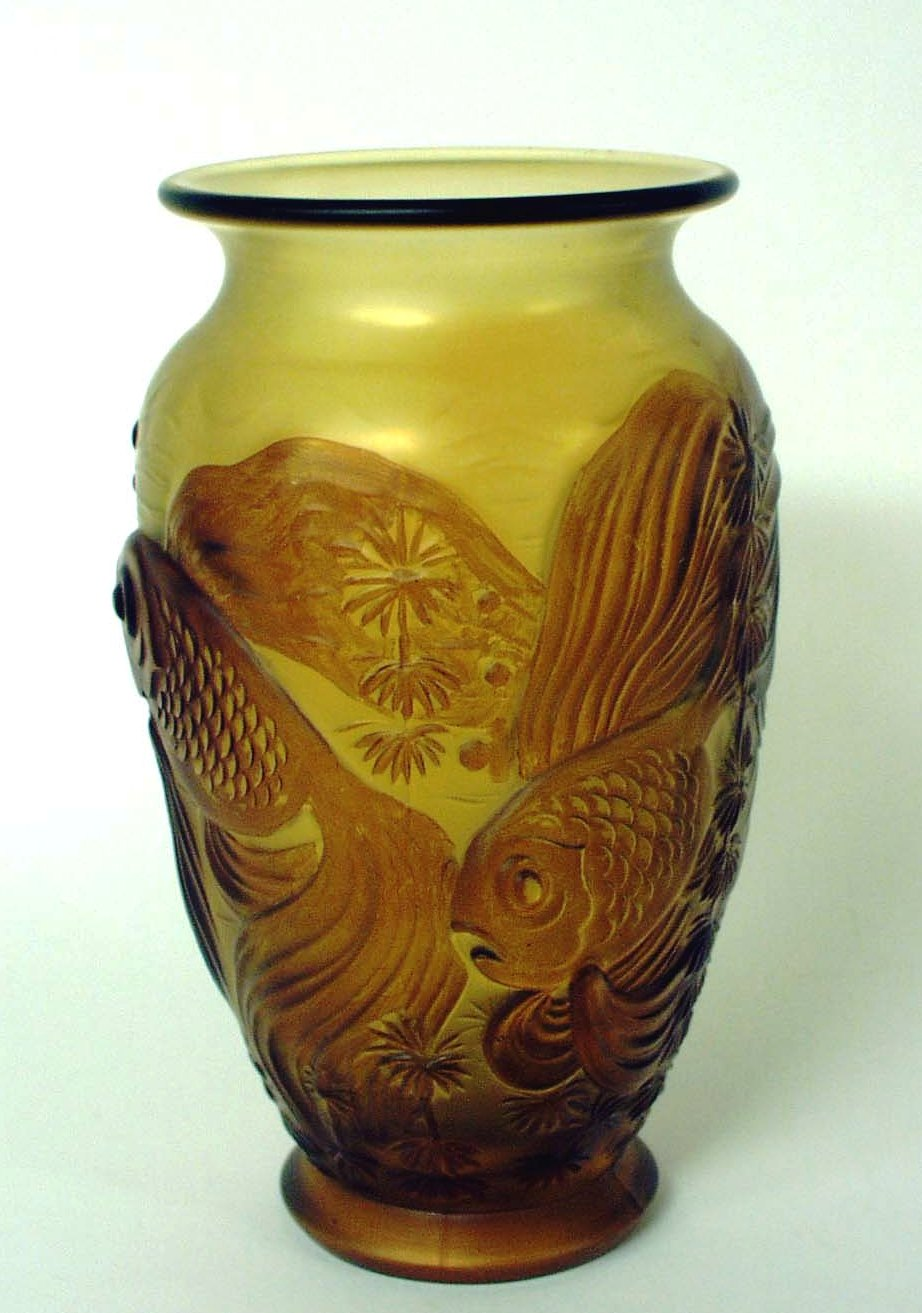
Bernstein-Topas Vase mit Fisch (um 1935)